# Homosalato
Homosalato é um composto orgânico usado em alguns protetores solares. Ele é um éster formado pelo ácido salicílico